# گدرا

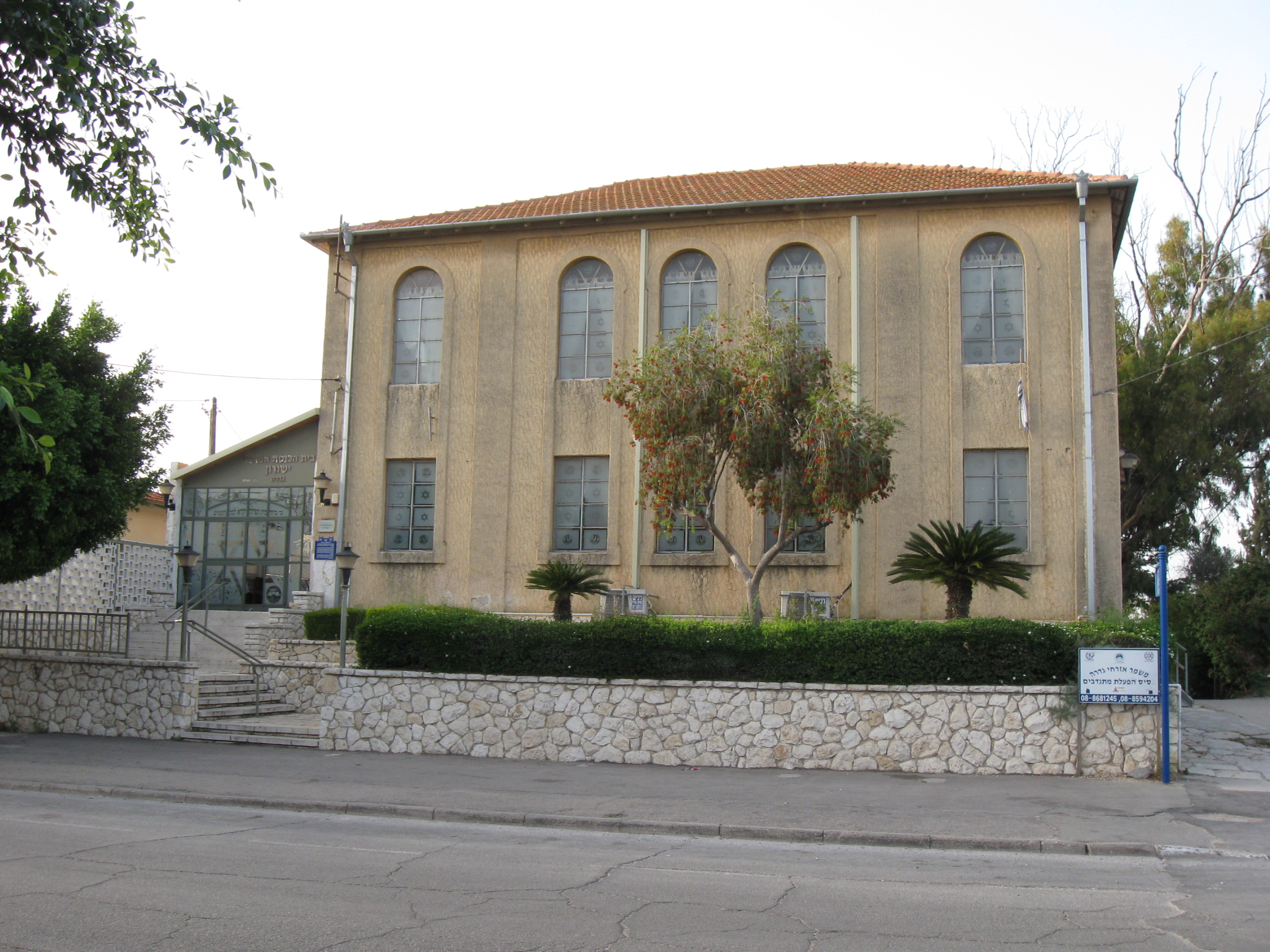
کنیسه گِدرا.

گِدرا (به عبری: גדרה) نام شهری در استان مرکزی اسرائیل است. شهر گدرا در جنوب شهر رخووت و شرق شهر اشدود قرار گرفته است. شهر گدرا در حدود ۱۷٬۰۰۰ شهروند دارد. 